# 張應 (北魏)
張應，《北史》作張膺，北魏官员。
魏孝文帝延兴年间（471年八月至476年六月），张应担任魯郡（今山东省曲阜市）太守。他为官清正廉洁，声誉和政绩都很著名。妻子儿女打柴来供养自身。魏孝文帝非常嘉赏他的才能，让他转任为京兆郡（今陕西省西安市）太守。所任各地都以清白著称，深得官吏百姓的欢心。